# 东安惨案
東安慘案，又稱一二·一八慘案，是國民政府稅警團在福建省霞浦县东安村於农历民國三十一年十二月十八日（公历1943年1月28日）發動的屠殺事件。事件造成73人死亡，全村105座房屋有103座被烧毁，被杀的除东安村民和参与反抗的“和尚兵”外，还有当时为躲避抗日战争来到东安村避难的来自霞浦县城以及福州的亲戚。

## 事件过程
东安村位于霞浦县东吾洋的东安岛西南，抗日战争爆发后，海上交通断绝，一位入贅到东安村的七星人教会了当地村民晒制、贩卖私盐。后来有一位名叫云波的福安盐贩常来东安买盐。云波与驻扎在下白石的缉盐队官商勾结，于民国31年农历10月12日（公历1942年11月19日）到东安以缉查私盐为由抢走食盐二百多担，引起当地居民极度不满。
为防止盐警再度抢盐，东安人到下浒牛角湾请求当地大刀会组织“和尚兵”协助抵抗。農曆11月2日（公历12月9日），盐警第二次到东安缉盐时被东安人设伏袭击，造成四名盐兵和一名东安村民死亡，两名盐警被俘，后在当地政府的调解下，盐警被交给县政府处理。
盐警遭遇损失后，于1943年1月24日调动宁德、福安的税警团准备报复。1月28日，盐警登陆东安岛佯装占领关门山以引开和尚兵，暗中集中兵力进入主村对东安居民进行屠杀，并烧毁房屋、抢夺财物、强奸妇女，被杀害的多为当时无法逃跑避难的孕妇、老人和幼儿。

## 后续
惨案发生次日，时任县长毛皋坤对灾民表示“要向上司告状”，但福建省政府对此未重视，二十多天后才有人员来当地调查案件。事后省政府没有再批文回复，此事不了了之。